# Rao Rao
Rao Rao is een bestuurslaag in het regentschap Tanah Datar van de provincie West-Sumatra, Indonesië. Rao Rao telt 2818 inwoners (volkstelling 2010).